# Hôtel van Eetvelde
Hôtel van Eetvelde là một nhà liền kề được thiết kế vào năm 1895 bởi Victor Horta cho Edmond van Eetvelde, một thành viên quản trị của Nhà nước Tự do Congo. Ngôi nhà cùng với Hôtel Tassel, Hôtel Solvay và Bảo tàng Horta đồng thời nhà tư gia riêng của kiến trúc sư đã được UNESCO công nhận là Di sản thế giới từ năm 2000 như là những công trình nổi bật của các khu dân cư đô thị trong kỷ nguyên mà Victor Horta thiết kế trước những năm 1900. Ngôi nhà mang phong cách kiến trúc Tân nghệ thuật với mặt tiền chính nằm tại số 4 Đại lộ Palmerston, thủ đô Bruxelles, Bỉ.

## Mô tả
Ngôi nhà nằm tại số 2, 4 và 6 đại lộ Palmerston theo nhiều hướng tại góc giao với Marie-Louise, phía trước là một quảng trường. Chủ nhân của công trình là Edmond van Eetvelde (1853-1925) là tổng thư ký của Nhà nước Tự do Congo đã mời Victor Horta hiện thực hóa một ngôi nhà thích hợp theo phong cách sáng tạo. Tư gia riêng này được xây dựng theo ba giai đoạn. Phần chính của ngôi nhà được xây dựng năm 1895 trên một lô đất rộng 9 mét tại số 4 đại lộ Palmerston. Tiếp sau đó, một tòa nhà góc được xây dựng năm 1899 để mở rộng thêm ngôi nhà, phần này có lối đi riêng tại số 2 của đại lộ. Năm 1901, ông tiếp tục thiết kế phần phụ của ngôi nhà chính có chiều rộng 4 mét nằm tại số 6 đại lộ.
Ngôi nhà sử dụng các vật liệu công nghiệp như thép và kính là những vật liệu xây dựng không tưởng trong thời đó. Bên trong được chiếu sáng thêm thông qua mái vòm kính màu giữa phòng khách. Các trang trí nội thất gồm các gỗ quý và ngà voi của Congo. Một phần mở rộng của ngôi nhà gồm một văn phòng làm việc và một gara cùng các gian phụ được thêm vào năm 1898 do Victor Horta thiết kế giúp phần này có thêm một lối đi riêng ở số 2 đại lộ. Mặt tiền của ngôi nhà có cấu trúc kim loại và những họa tiết trang trí bằng đá sa thạch khiến nó vô cùng nổi bật